# Дзандаласини, Чечилия
Чечилия Дзандаласини (итал. Cecilia Zandalasini; род. 16 марта 1996 в Брони, Ломбардия, Италия) — итальянская профессиональная баскетболистка, которая выступает в женской национальной баскетбольной ассоциации за клуб «Голден Стэйт Валкириз». Играет на позиции лёгкого форварда. Кроме того она защищает цвета турецкой команды «Галатасарай».
В составе национальной сборной Италии принимала участие на чемпионатах Европы 2017 года в Чехии, 2019 года в Сербии и Латвии и 2021 года в Испании и Франции.

## Ранние годы
Чечилия Дзандаласини родилась 16 марта 1996 года в коммуне Брони (Ломбардия) в семье Роберто Дзандаласини и Паолы Ломбарди.